# Herbert Márquez
Herbert Andrés Márquez Noriega (Puerto La Cruz, 30 novembre 1963) è un ex calciatore venezuelano, di ruolo attaccante.

## Caratteristiche tecniche
Giocava come centravanti. Molto abile nei colpi di testa, era una classica prima punta, forte fisicamente e abile nel finalizzare.

## Carriera

### Club
Cresciuto in una famiglia appassionata di baseball, Márquez iniziò a giocare a calcio negli anni 1980: nel 1985 giocò in una squadra dello stato di Anzoátegui contro il Deportivo Portugués, formazione di massima serie venezuelana. Durante l'incontro fu notato da Rafael Santana, tecnico del Portugués, che lo ingaggiò: prese parte alla stagione 1986, divenendo il miglior marcatore della sua squadra con 11 reti. Nel 1986 passò al Marítimo, ove giocò due stagioni. Fu uno dei primi giocatori venezuelani a trasferirsi in Europa: il Marítimo di Caracas e il Marítimo di Funchal, in Portogallo, erano associati, e così Márquez venne ceduto al club lusitano. Con il Marítimo portoghese giocò 6 partite in Primeira Divisão 1987-1988, tutte da subentrato; fece poi ritorno in patria. Fu capocannoniere del campionato 1989-1990 con 19 reti; in seguito venne ceduto al Deportivo Táchira. Militò anche nel Deportivo Lara e, nel 1992, nell'Anzoátegui: nel 1992-1993 tornò al Marítimo, con cui fu nuovamente capocannoniere del torneo nazionale, questa con 21 segnature. Chiuse la carriera nel 1998, con la maglia dell'Italchacao.

### Nazionale
Debuttò in Nazionale nel 1985: segnò un gol contro l'Argentina il 16 maggio 1985. Convocato per la Copa América 1987, debuttò da subentrato contro il Brasile il 28 giugno; fu poi titolare contro il Cile. Durante la Copa América 1989 fu impiegato in 4 occasioni, 2 delle quali entrando dalla panchina. Giocò l'ultima partita in Nazionale nel 1994.

## Palmarès

### Club

#### Competizioni nazionali
- Campionato venezuelano: 4

Marítimo: 1986-1987, 1987-1988, 1989-1990, 1992-1993
- Coppa del Venezuela: 2

Marítimo: 1988, 1989

### Individuale
- Capocannoniere della Primera División venezuelana: 1

1989-1990 (19 gol), 1992-1993 (21 gol)